# Torimcshon állomás
Torimcshon (Dorimcheon) állomás a szöuli metró 2-es vonalának egyik állomása Kuro-ku (Guro-gu) kerületben. Nevének jelentése „Torim (Dorim) falu patakja”.

## Viszonylatok
| 2-es vonal               | 2-es vonal                   | 2-es vonal                                                             |
| ------------------------ | ---------------------------- | ---------------------------------------------------------------------- |
| Sindorim végállomás felé | Sindzsong (Sinjeong) szakasz | Jangcshon-ku cshong (Yangcheon-gu cheong) Kkacshiszan (Kkachisan) felé |